# 草野とおる
草野 とおる（くさの とおる、1968年1月3日 - ）は、日本の俳優、男性声優、ナレーター。大沢事務所及びサンズエンタテインメント所属。青森県西津軽郡深浦町出身。旧名：草野 徹。妻はタレントの山田まりや。

## 来歴
青森県立木造高等学校卒業→拓殖大学を卒業。木造高校では舞の海秀平と同期で、教員実習でも彼と同時期に実習をしている。
劇団壱組印を大谷亮介と主宰している。東京ハートブレイカーズの舞台『アポロ・ボーイズ –THE APOLLO BOYZ-』をきっかけに結成されたバンド・アポロボーイズのウクレレ・作曲でも活躍中。
2008年2月14日、タレントの山田まりやと結婚。2012年12月29日、長子となる男児誕生。

## 出演

### テレビドラマ
- 安楽椅子探偵シリーズ（1999年 - ） - 安楽椅子探偵
- 新・警視庁捜査一課9係 season2 第2話「殺人酵母」（2010年7月7日） - 大野順二
- 土曜ワイド劇場
  - 「新聞記者 鶴巻吾郎の事件簿4」（2010年） - 北田修人
- 金曜プレステージ
  - 「浅見光彦シリーズ38」（2010年） - 木村刑事
- 相棒 season 9 第9話「予兆」（2010年12月15日） - 住吉実史総務課長
- 新春ワイド時代劇「戦国疾風伝 二人の軍師 秀吉に天下を獲らせた男たち」（2011年1月2日） - 池田恒興
- 悪夢ちゃん（2012年）
- 匿名探偵 第6話「探偵と断りきれない女」（2012年11月16日） - 阪崎実
- 月曜ゴールデン
  - 「信濃のコロンボ〜死者の木霊〜」（2013年10月7日）
  - 「狩矢警部シリーズ14・京都ベリーダンス殺人事件」（2014年12月22日） - 水口真之
- 八重の桜（2013年） - 大澤善助
- 月曜名作劇場
  - 「制服捜査3・平和な八戸で連続放火事件が発生する!」（2016年8月22日） - 中島刑事
- 日曜プライム
  - 「庶務行員 多加賀主水が許さない2」（2019年） ‐ 藤堂晋作
- 特捜9（2019年） - 蓮見洋司

### 映画
- トニー滝谷（2005年） - 英子の元恋人

### テレビアニメ
- OVERMANキングゲイナー（2002年、ヒューズ・ガウリ）
- SAMURAI 7（2004年、シチロージ[6]）
- アイドルマスター XENOGLOSSIA（2007年、ペンギン）
- 隠の王（2008年、山背正実）
- ミチコとハッチン（2008年、ロッコ）

### ゲーム
- スーパーロボット大戦Z（2008年、ヒューズ・ガウリ）
- 第2次スーパーロボット大戦Z 破界篇 / 再世篇（2011年 - 2012年、ヒューズ・ガウリ） - 2作品

### 舞台
- calmoプロデュース #3『また逢いにゆく』（2025年10月8日 - 12日〈予定〉、テアトルBONBON）[7]